# Paweł Friszkemut
Paweł Friszkemut (ur. 10 stycznia 1987) – futsalista AZS UG Gdańsk, piłkarz plażowy Hemako Sztutowo i reprezentant Polski w piłce nożnej plażowej. Jeden z najbardziej rozpoznawalnych piłkarzy plażowych. Jego największym atrybutem jest umiejętność szybkiego wykonywania przewrotek.
W piłce nożnej bronił barw Bałtyku Sztutowo i Pomezanii Malbork (2006-2008). Przed przejściem do AZS UG Gdańsk występował do 2020 w futsalowej ekipie LSSS Team Lębork. W 2012 oraz 2015 reprezentował rosyjską drużynę piłki plażowej Kronsztadt Promenada z Bałtyjska.

## Osiągnięcia
- Mistrz Polski w piłce nożnej plażowej w 2018 roku w barwach Hemako Sztutowo[3],
- najlepszy zawodnik finałów Mistrzostw Polski w piłce nożnej plażowej w 2018 roku[4],
- Mistrz Polski w siatkonodze (singiel) w 2005 roku[5],
- 11. miejsce z reprezentacją Polski na Mistrzostwach Świata w beach soccerze w 2006 roku
- reprezentował Polskę na Mistrzostwach Świata w siatkonodze w 2008[6]
- Mistrz Polski w siatkonodze w grze podwójnej (z Maciejem Haftkowskim) w 2007 roku,
- najlepszy zawodnik na międzynarodowym turnieju Open Beach Soccer League Winter 2012 w Sankt Petersburgu,
- wielokrotny medalista Mistrzostw Polski w piłce nożnej plażowej w barwach Hemako Sztutowo (II miejsce w latach 2010, 2013, 2014, 2015),
- uczestnik Euro Winners Cup 2015 oraz 2016, odpowiednika Ligi Mistrzów na plaży, w barwach Hemako Sztutowo[7].